# الملقطة (الأقصر)
الملقطة «باللغة العربية يعني المكان الذي يتم التقاط الأشياء فيه» موقع مجمع قصور مصرية قديمة بناه فرعون الأسرة الثامنة عشر أمنحتب الثالث في المملكة الحديثة. يقع على الضفة الغربية لنهر النيل في طيبة بصعيد مصر في الصحراء إلى الجنوب من مدينة هابو. يتضمن الموقع أيضًا معبدًا مخصصًا لتاي الزوجة الملكية العظيمة لأمنحتب الثالث، وفيه تكريم لسوبيك، الإله التمساح.

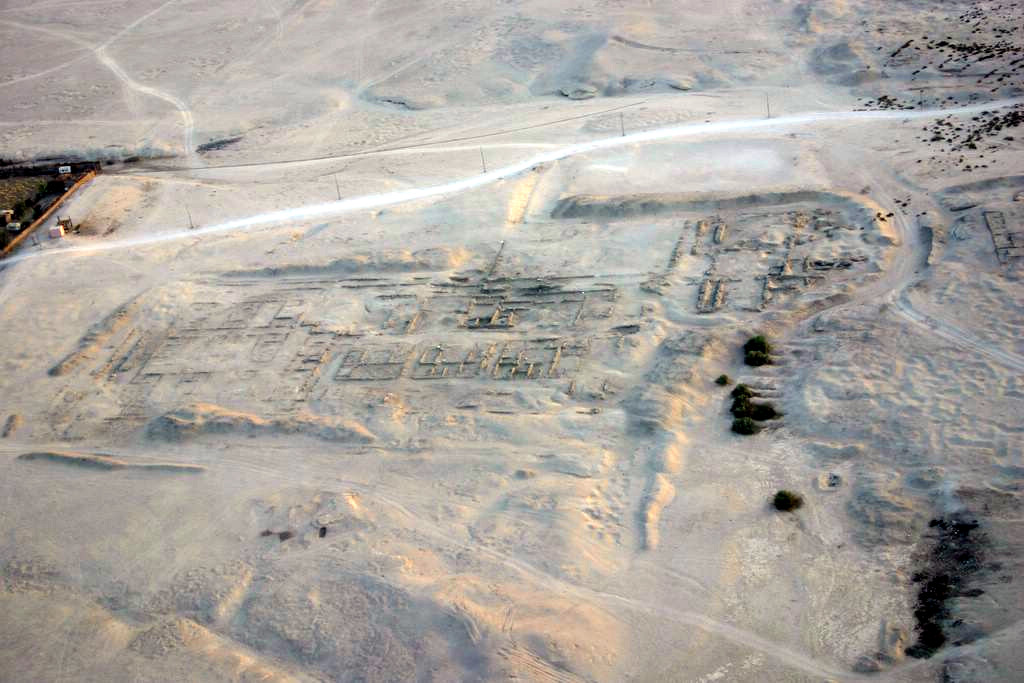
بقايا القصر المصري القديم، الملقطة؛ جهة الشمال في الأعلى.

## قصر أمنحتب الثالث

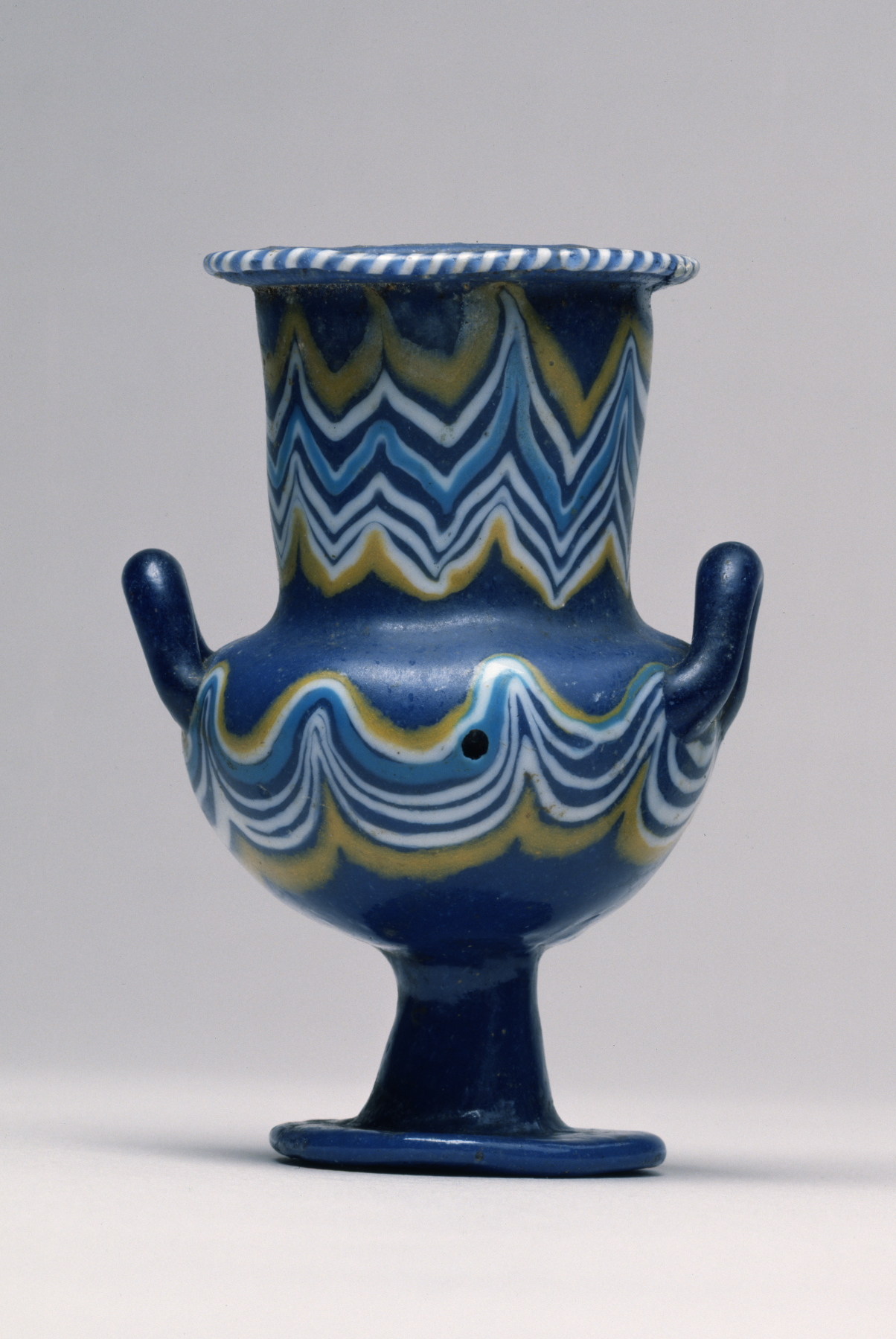
مزهرية زجاجية ملونة من الملقطة. متحف والترز للفنون. كان بالمدينة مصانع زجاجية كثيرة، الأولى من نوعها في مصر.

هناك العديد من الهياكل في الصحراء، تتكون من عدة قصور سكنية، ومعبد آمون، وقاعة المهرجانات، وفلل النخبة، ومنازل لأقارب العائلة المالكة، وشقق للحضور، ومذبح صحراوي يسمى كوم السماك ، وجميعها مبنية من الطوب الطيني.
بُنيَ القصر في القرن الرابع عشر قبل الميلاد واسمه القديم كان «بيت البهجة» «بر-هاي». في البداية عُرِفَ القصر باسم قصر آتون المبهر. بُنيَ في الغالب من الطوب اللبن وكان مقر إقامة أمنحتب معظم أواخر عهده. بدأ البناء حوالي العام 11 من حكمه واستمر حتى انتقل الملك إلى هناك بشكل دائم حوالي عام 29. بمجرد اكتماله، صار أكبر قصر ملكي في مصر.
إلى الشرق من القصر تم حفر بحيرة احتفالات كبيرة. كانت منطقة القصر متصلة بالنيل من خلال نظام من القنوات، ينتهي بمرفأ كبير أو رصيف، يسمى الآن بركة هابو.

### مخطط القصر

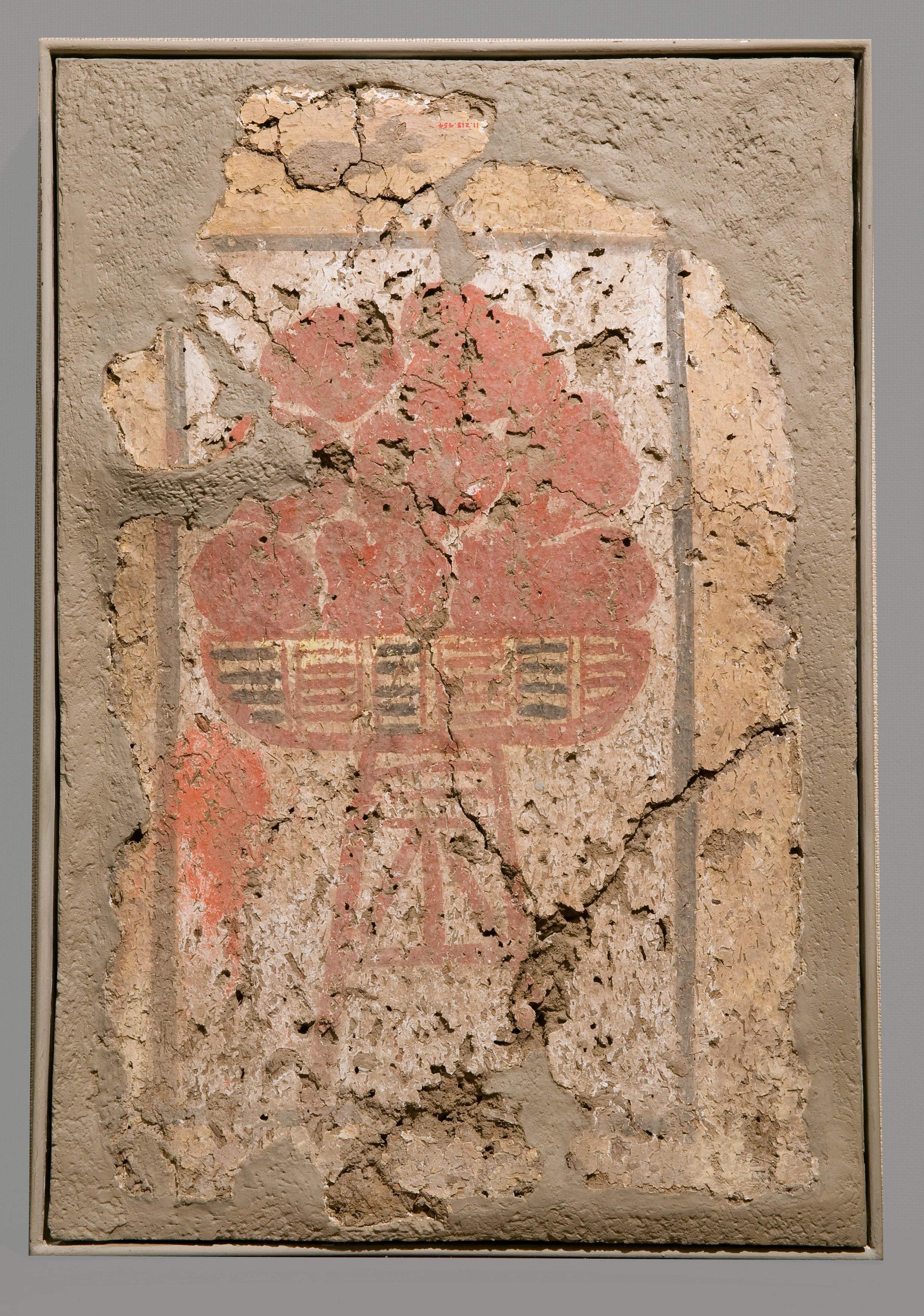
لوحة مرسومة على ظهر مقعد من الملقطة تصور طبق فاكهة. من مجموعة متحف المتروبوليتان للفنون

احتوى القصر على العديد من قاعات الجمهور والقاعات المركزية والساحات والفيلات ومجمعات القصر الأصغر للعائلة المالكة وحجرات للمسئولين. ربط الميناء والقناة القصر بالنيل، مما سمح بالسفر عبر النهر إلى مدينة طيبة، التي كانت تقع على الضفة الشرقية. يوجد أثر طفيف لهذه البحيرة الآن وأساسات القصر لاتزال موجودة.
تضم الحجرة الملكية غرفة نوم وغرفة ملابس وغرفة خاصة وغرفة حريم والتي بعد عهد أمنحتب الثالث تم استخدامها كمخزن. كان للقصر فناء مركزي، وعلى الجانب الآخر من غرف الفرعون كانت توجد شقق لبناته وابنه. وكان لزوجته الملكية العظيمة تيي قصر أصغر خاص بها مقابل قصر الفرعون. كانت أراضي القصر تحتوي على حدائق وبحيرة كبيرة للتنزه.
بقايا معبد آمون لاتزال موجودة إلى الشمال من القصر داخل المجمع. كما تم الكشف عن «مذبح صحراوي» على مشارف الأنقاض. تقع بقايا معبد الآلهة إيزيس جنوب مجمع القصر الرئيسي.
كان يدير الملقطة جيش كبير من الخدم والموظفين. تم العثور على بقايا مطابخ بالقرب من الغرفة الملكية، بالإضافة إلى أماكن للخدم. كان القصر يشبه مدينة كاملة، مع موظفين مسؤولين عن أقسام مختلفة، مثل الحدائق والحجرات والأماكن المختلفة.

### زينة القصر

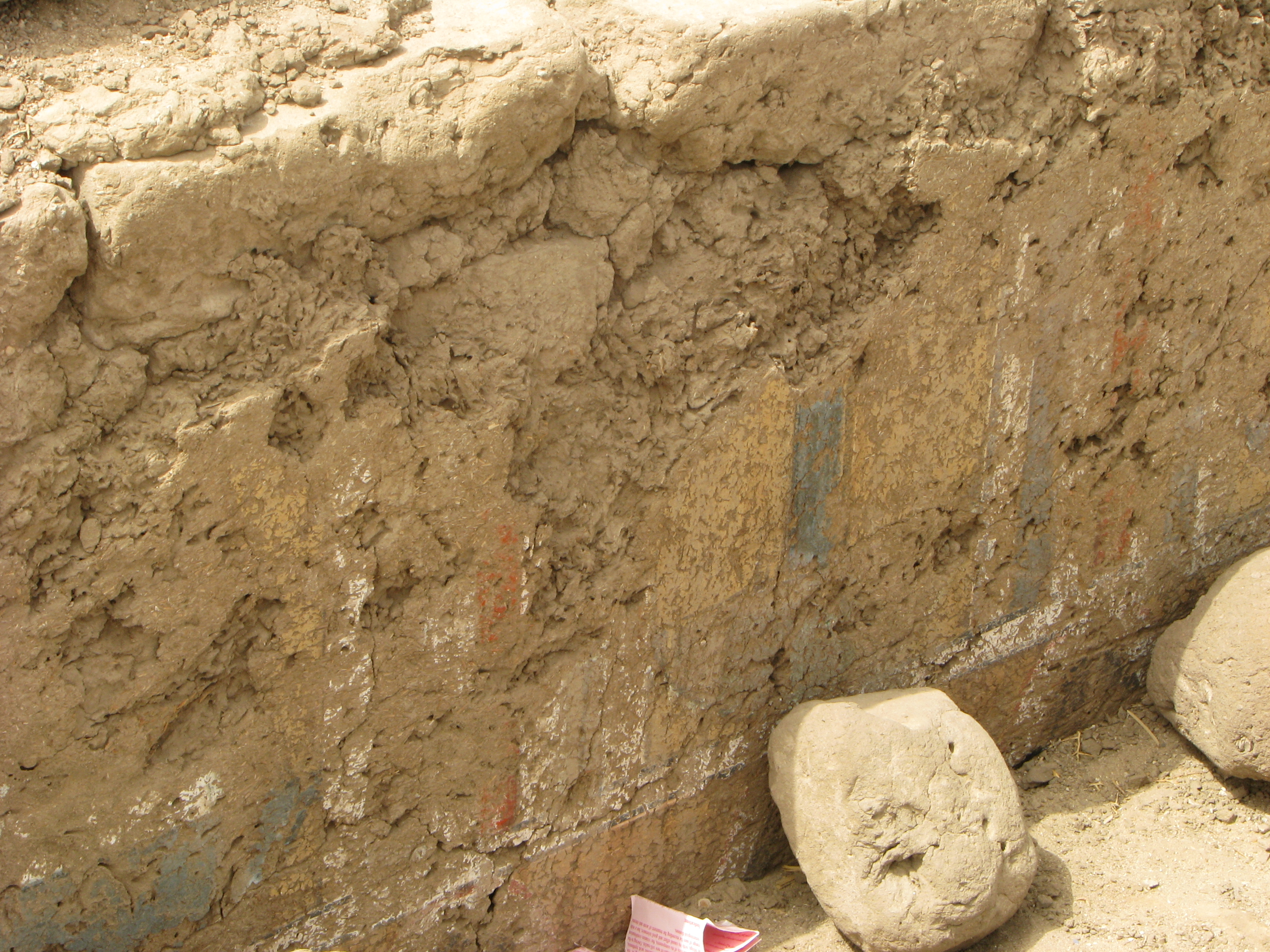
آثار لوحة جدارية على جدار من الطوب اللين في الملقطة

أعطت أجزاء من اللوحات الجصية الجدارية علماء الآثار لمحة عن كيفية تزيين القصر. تزين اللوحات المختلفة للآلهة نخبت سقف غرفة النوم الملكية. وعلى الجدران مناظر الحياة البرية - الزهور، الغاب، والحيوانات في البرك، بالإضافة إلى التصاميم الهندسية الزخرفية، كاملة مع تصميمات وردية. وهناك أعمدة خشبية مزخرفة مطلية تشبه الزنابق لدعم الأسقف. وجد علماء الآثار في القصر أيضًا بعض لوحات الزوجة الملكية العظيمة تي. لا تزال الآثار النادرة للوحات الحائط الأصلية مرئية في الموقع، على الرغم من حالة جدران الطوب الطينية التالفة.

### تاريخ القصر
يبدو أن أمنحتب الثالث قد بدأ بناء القصر في أوائل القرن الرابع عشر قبل الميلاد، وكان الموقع لا يزال عامرا بالناس حتى وقت متأخر من العصر الروماني البيزنطي. كانت الملقطة بالتأكيد المقر الرئيسي لأمنحتب بالقرب من طيبة، عاصمة مصر القديمة، وبالتالي، ربما كانت مقر إقامته الرئيسي. عُثرَ على بقايا قصور أصغر أخرى في طيبة ومدن أخرى في جميع أنحاء مصر، ولكن لم يكن أي منها كبيرًا مثل قصر أمنحتب في الملقطة.
تخلى إخناتون (نجل أمنحتب الثالث وخليفته) عن الملقطة، عندما نقل العاصمة إلى مدينته الجديدة في العمارنة، ربما للتخلص من تأثير كهنة معبد آمون الأقوياء. ومع ذلك، ربما عاد الشاب توت عنخ آمون لسكن القصر، عندما تم استرجاع الدين الرسمي والعاصمة واستعاد كهنة المعبد نفوذهم الديني والسياسي في حكومة مصر القديمة.
خليفة توت عنخ آمون، آي ربما سكن لفترة وجيزة في القصر، وكذا الفرعون حورمحب من بعده، ولكن لما قبل صعود رمسيس الثاني، كان مجرد محل إقامة صغير، وذلك عندما نُقِلت العاصمة إلى بر-رمسيس في أقصى الشمال.

### الحفريات
تم «إعادة اكتشاف» أطلال القصر عدة مرات:
1. في عام 1888 من قبل دارسي.
2. من قبل متحف متروبوليتان للفنون في 1910-1920.
3. بواسطة متحف جامعة بنسلفانيا في السبعينيات.
4. منذ عام 1985، نقبت فيها البعثة الأثرية لجامعة واسيدا.

## دير الشلويط

### معبد إيزيس
إلى الجنوب من القصر يوجد معبد مخصص لإيزيس تم بناؤه في العصر الروماني. الاسم الحديث لهذا المعبد هو دير الشلويط.

### مستوطنة ومقبرة رومانية
الحفريات التي أجراها فريق واسيدا في المنطقة كشف عن بقايا مستوطنة ومقبرة رومانية، حيث عثروا على بقايا من عهد تراجان وهادريان.

## الملقطة حاليا
بجوار الموقع قرية حديثة[بحاجة لدقة أكثر]. وفيها توجد كنيسة صغيرة ودير مخصص للقديس تاوضروس[بحاجة لمصدر].

## روابط خارجية
- حفريات ملقطة الجنوبية (جامعة واسيدا - باللغة الإنجليزية)
- حفريات ملقطة (جامعة واسيدا - باللغة الإنجليزية)